# Jean-Pierre Ricard
Jean-Pierre kardinál Ricard (* 25. září 1944, Marseille) je francouzský římskokatolický kněz, emeritní arcibiskup Bordeaux a kardinál.

## Život
V roce 1962 začal studovat seminář ve svém rodišti, rok strávil v Mali ve městě Bamako, později pokračoval ve studiích v semináři v Paříži. Kněžské svěcení přijal 5. října 1968 v Marseille, světitelem byl zdejší arcibiskup George Jacquot. Po dalších studiích získal licenciát z teologie. V arcidiecézi Marseille působil jako kaplan a farář v jedné z farností a také jako diecézní delegát pro seminaristy. V letech 1988 až 1991 byl generálním sekretářem diecézního synodu, od roku 1988 také generálním vikářem arcibiskupa Marseille, kterým byl tehdy kardinál Robert Coffy.
V dubnu 1993 byl jmenován pomocným biskupem v Grenoblu, biskupské svěcení přijal 6. června téhož roku v Marseille. V červenci 1996 ho papež Jan Pavel II. jmenoval biskupem-koadjutorem v Montpellier. Po dvou měsících stanul v čele této diecéze. V listopadu 1999 byl zvolen místopředsedou Francouzské biskupské konference, v listopadu 2001 se stal jejím předsedou.
V prosinci 2001 se stal arcibiskupem v Bordeaux, kde ve funkci nahradil zemřelého kardinála Eyta. Jeho kardinálské jmenování oznámil papež Benedikt XVI. v únoru 2006, v březnu téhož roku při konzistoři obdržel titul kardinála-kněze s titulární bazilikou svatého Augustina v Římě. V letech 2006 až 2011 byl místopředsedou Rady evropských biskupských konferencí. Dne 1. října 2019 schválil papež František jeho rezignaci na post bordeauxského arcibiskupa.